# Munkholmen
Munkholmen es una pequeña isla en el fiordo de Trondheim, Noruega, localizada a escasos 2 km del centro de la ciudad de Trondheim. Actualmente es un sitio turístico, pues además de ser un museo, ofrece posibilidades de recreación, sobre todo en verano, cuando la isla es utilizada como balneario. Su nombre significa en noruego islote del monje.

## Historia
La primera documentación sobre Munkholmen es la obra de Snorri Sturluson, quien narra que la isla, entonces llamada Nidarholm (nórdico antiguo: Niðarhólmr), se usaba en la Era Vikinga como sitio de ejecuciones. En la Edad Media se levantó aquí un monasterio, que funcionó hasta la Reforma protestante. En el siglo XVII se cambió el nombre a Munkholmen y se edificó una fortaleza, que fue utilizada como prisión estatal. Durante la Segunda Guerra Mundial, los nazis colocaron defensas antiaéreas en la isla.